# 여수시의회
여수시의회는 전라남도 여수시 지역을 관할하는 기초의회이다.